# Lusovenator
Lusovenator — рід динозаврів з клади Carcharodontosauria. Існував у пізньому кімериджському віці юрського періоду (близько 152 млн років тому). Рештки фрагментарного посткраніального скелета, який належав незрілій особині, знайдені на території Португалії. Найдавніший відомий представник Carcharodontosauria з Лавразії.
Описано один вид — Lusovenator santosi.